# Маршаль, Арлетт
Люсье́нн Мари́ «Арле́тт» Марша́ль (фр. Lucienne Marie «Arlette» Marchal; 29 января 1902, Париж, Франция — 11 февраля 1984, там же) — французская актриса.

## Биография
Люсьенн Мари Маршаль (настоящее имя Арлетт) родилась 29 января 1902 года в Париже (Франция).
В 1928—1933 года Арлетт была замужем за режиссёром Марселем Де Сано (1897—1936).
В 1922—1951 года Арлетт сыграла в 43-х фильмах, она была наиболее известна по роли Селест из фильма «Крылья» (1927).
82-летняя Арлетт умерла 11 февраля 1984 года в Париже (Франция).

## Избранная фильмография
| Год  |   | Русское название | Оригинальное название  | Роль   |
| ---- | - | ---------------- | ---------------------- | ------ |
| 1927 | ф | Крылья           | Wings                  | Селест |
| 1927 | ф | Хула             | Hula                   |        |
| 1951 | ф | Адрес неизвестен | Sans laisser d'adresse |        |